# Саут-Роялтон (Вермонт)
Саут-Роялтон (англ. South Royalton) — переписна місцевість (CDP) в США, в окрузі Віндзор штату Вермонт. Населення — 654 особи (2020).

## Географія
Саут-Роялтон розташований за координатами 43°48′26″ пн. ш. 72°30′45″ зх. д. / 43.80722° пн. ш. 72.51250° зх. д. (43.807247, -72.512511).  За даними Бюро перепису населення США в 2010 році переписна місцевість мала площу 3,06 км², з яких 2,88 км² — суходіл та 0,18 км² — водойми.

## Демографія
Згідно з переписом 2010 року, у переписній місцевості мешкали 694 особи в 421 домогосподарстві у складі 110 родин. Густота населення становила 226 осіб/км².  Було 448 помешкань (146/км²).
Расовий склад населення:
| - 90,1 % — білих - 3,2 % — азіатів - 2,6 % — чорних або афроамериканців - 0,7 % — корінних американців - 0,1 % — вихідців з тихоокеанських островів |

До двох чи більше рас належало 3,0 %. Частка іспаномовних становила 1,2 % від усіх жителів.
За віковим діапазоном населення розподілялося таким чином: 9,1 % — особи молодші 18 років, 80,4 % — особи у віці 18—64 років, 10,5 % — особи у віці 65 років та старші. Медіана віку мешканця становила 27,6 року. На 100 осіб жіночої статі у переписній місцевості припадало 87,6 чоловіків;  на 100 жінок у віці від 18 років та старших — 82,9 чоловіків також старших 18 років.
Середній дохід на одне домашнє господарство  становив 35 463 долари США (медіана — 30 449), а середній дохід на одну сім'ю — 56 351 долар (медіана — 59 583). За межею бідності перебувало 45,9 % осіб, у тому числі 0,0 % дітей у віці до 18 років та 0,0 % осіб у віці 65 років та старших.
Цивільне працевлаштоване населення становило 325 осіб. Основні галузі зайнятості: освіта, охорона здоров'я та соціальна допомога — 52,6 %, будівництво — 11,4 %, публічна адміністрація — 9,5 %, інформація — 8,0 %.